# Кузьмина, Вера Кузьминична
Вера Кузьминична Кузьмина (16 ноября 1923, Яншихово-Норваши, Чувашская АССР — 22 октября 2021, Чебоксары) — советская и российская театральная актриса, мастер художественного слова (чтец). Артистка Чувашского академического драматического театра имени К. В. Иванова (1947—2021).
Народная артистка СССР (1980). Лауреат Государственной премии Чувашской АССР им. К. В. Иванова (1991) и Российской национальной театральной премии «Золотая Маска» (2018). Почётный гражданин Чувашской Республики (2003).

## Биография
Вера Кузьмина родилась 16 ноября 1923 года в деревне Яншихово-Норваши (ныне — в Янтиковском районе, Чувашия, Россия).
Во время Великой Отечественной войны (1941—1943) работала под Смоленском, в Подмосковье на лесозаготовках.
Окончила в Москве Государственный институт театрального искусства им. А. В. Луначарского (ГИТИС). Первым учителем был актёр МХАТа М. М. Тарханов.
С 1947 года служила в Чувашском академическом драматическом театре имени К. В. Иванова в Чебоксарах, была ведущей актрисой театра.
Сыграла на сцене более 100 ролей. Более чем за 60 лет работы в театре воплотила на чувашской сцене образы русской и зарубежной классики, а также произведений национальной чувашской литературы и драматургии. Из женских ролей выделяются образы матерей в спектаклях: «Чёрный хлеб» по Н. Ф. Ильбекову, «Кровавая свадьба» Ф. Гарсиа Лорки, «Сибирская дивизия» и «Кукушка всё кукует» Н. Т. Терентьева, «Нарспи» К. В. Иванова, «Айдар» П. Н. Осипова, «Ежевика вдоль плетня» Б. Б. Чиндыкова и многие другие.
Работала на радио: читала стихи, рассказы и повести. Участвовала в радио- и телеспектаклях. С 1952 года участвовала в дублировании на чувашский язык более 300 кинофильмов. Была в течение ряда лет председателем Чувашского отделения Советского фонда культуры.
В Чувашском академическом драматическом театре имени К. В. Иванова отмечалось 80-летие и 85-летие актрисы. К своему 80-летию актриса подготовила роль Бернарды — по пьесе Ф. Гарсиа Лорки.
Вела общественную деятельность в Чувашии, принимала активное участие в республиканских мероприятиях, фестивалях, смотрах, конкурсах, встречах.
В 2013 году участвовала на XII Международном фестивале современной драматургии «Коляда-Plaus» в Екатеринбурге, где сыграла роль Сары Абрамовны в спектакле «Баба Шанель». Спектакль завоевал Гран-при.
Была членом правления Чувашского отделения Всероссийского театрального общества.
О творчестве актрисы в 1994 году снят документальный фильм «Времени круговорот» по сценарию В. Н. Алексеева («Чувашкино» и Казанская студия кинохроники).
Скончалась 22 октября 2021 года в Чебоксарах на 98-м году жизни после тяжелой продолжительной болезни. Церемония прощания состоялась 24 октября 2021 года в Чувашском академическом драматическом театре им. К. В. Иванова, похоронили актрису в тот же день на кладбище № 1 города Чебоксары, рядом с мужем, народным поэтом Чувашии Петром Хузангаем.

## Творчество

### Роли в театре
- Ульяна Громова (А. А. Фадеев, «Молодая гвардия», 1947)
- Тоня (Л. А. Малюгин, «Старые друзья», 1947)
- Таня (А. Н. Арбузов, «Таня», 1954)
- Надя (Н. Т. Терентьев, «Что такое счастье?», 1958)
- Девица (М. Горький, «Старик», 1960)
- Марта (Ю. Коженёвский, «Карпатские горцы», 1963)
- Кедерук (Н. С. Айзман, «Кай, кай Ивана» («Выйди, выйди за Ивана»), 1965, 1974)
- Мать Сентиера (П. Н. Осипов, «Айдар», 1965, 1988)
- Анисья (Л. Н. Толстой, «Власть тьмы», 1966)
- Сайде, мать (Н. Ф. Ильбекову и Г. К. Микушкина, «Чёрный хлеб», 1968)
- Нина (В. П. Романов, «Никита Бичурин», 1969)
- Феодора (Н. Т. Терентьев, «Нет жизни без тебя». Чувашский ТЮЗ, 1970)
- Мать (Н. Т. Терентьев, «Сибирская дивизия», 1976)
- Крупская (Ю. П. Чепурин, «Снега», 1971)
- Полинка (А. Е. Макаёнок, «Трибунал», 1972)
- Ворожея (Н. Т. Терентьев, «Земля и девушка», 1972)
- Мать (Ф. Гарсиа Лорка, «Кровавая свадьба», 1974)
- Кошер (Г. Д. Хугаев, «Андро и Сандро», 1977)
- Комариха (В. Г. Распутин, «Деньги для Марии», 1978)
- Жена Михетера (К. В. Иванов, «Нарспи» , 1979)
- Курак (Я. Г. Ухсай, «Тудимер», 1979)
- Пелагея  (Н. Т. Терентьев, «Грех», 1980)
- Ильинична (М. А. Шолохов, «Тихий Дон» , 1981)
- Клавье  (Н. Т. Терентьев, «Пожарная лошадь», 1986)
- Ненила (И. Гладких, «Чужая», 1989)
- Мать (Б. Б. Чиндыков, «Ежевика вдоль плетня», 1990)
- Бабушка Ренод (А. Додэ, «Арлезианка», 1994)
- Предводительница хора (Н. Сидоров, «Плач девушки на заре», 1995)
- Бабушка Эухени (А. Касона, «Деревья умирают стоя», 1996)
- Бернарды (Ф. Гарсиа Лорка, «Дом Бернарды Альбы», 2003)
- Унеслу (Н. Сидоров, «Когда гаснут звёзды»)
- Чёрная Ласточка (Б. Б. Чиндыков, «Чёрная Ласточка»). Драматург Борис Чиндыков: «монодраму „Хура чĕкеç“ <…> я написал <…> для Веры Кузьминой, денег мне не нужно, только поставьте. <…> но ставлю одно условие: если Вера Кузьмина не сыграет в этой роли или перестанет ее играть, договор сам собой теряет силу. <…> пьесу не хотели ставить на моих условиях. <…> Гажидма Домбаевна, сноха Веры Кузьминой, жена Атнера Хузангая, в это время она сходила к тогдашнему министру культуры республики Петру Краснову. И только по его указанию спектакль все-таки поставили»[7].
- Крохина (Э. В. Брагинский, «Авантюристка»)
- Бабушка Мита (Й. Йовков, «Албена»)
- Айша Абай (А. Хмыт, «Цена чести»)
- Альтук (А. Портт, «Деньги глаза слепят»)
- Сара Абрамовна (Н. В. Коляда, «Баба Шанель»)
- Первая гостья (А. Н. Островский, «Бедность не порок»)
- Спиридоньевна (А. Ф. Писемский, «Горькая судьбина»)
- Смирнова Надежда Константиновна (В. Ляпин, «Наследство дедушки из Чикаго»)
- Акулина (И. С. Максимов-Кошкинский, «Константин Иванов»)
- Бабушка Ильи (Н. Т. Терентьев, «Моя звезда на небе»)
- жена Санькки (А. А. Тарасов, «Не сыграть ли свадьбу?»)
- Цветаева (М. Горький, «Мещане»)
- Сы Фын (Цао Юй, «Урган»)
- Леди Мильфорд (Ф. Шиллер, «Коварство и любовь»)
- Галя (Т. Г. Шевченко, «Назар Стодоля»)
- Варвара (Н. Сидоров, «Как молоды мы были»)
- Матрёна (А. Большакова, «Любви все возрасты покорны»)
- Продавщица (А. А. Цагарели, «Ханума»)
- Елена Павловна (Г. С. Рябкин, «В этой девушке что-то есть...»)
- Мать (Н. Т. Терентьев, «Кукушка все кукует»)

### Фильмография
- 1990 — Ловкач и Хиппоза — баба Ксюша

### Участие в фильмах
- 1994 — Времени круговорот (документальный)

## Семья
- муж — Пётр Петрович Хузангай (1907—1970), чувашский поэт, народный поэт Чувашской АССР (1950).
- сын — Атнер Петрович Хузангай (род. 1948), филолог, литературный критик, профессор Чувашского государственного университета им. И. Н. Ульянова.

## Признание

### Награды СССР и России
- Медаль «За доблестный труд в Великой Отечественной войне 1941—1945 гг.»
- Медаль «За доблестный труд. В ознаменование 100-летия со дня рождения В. И. Ленина»
- Медаль «За оборону Москвы» (1944)
- Заслуженная артистка РСФСР (1968)[8]
- Народная артистка РСФСР (1975)
- Народная артистка СССР (1980)[9]
- Орден Дружбы народов (1983)
- Орден «За заслуги перед Отечеством» IV степени (13 ноября 1999) — за большой личный вклад в развитие отечественного театрального искусства[10]
- Орден Почёта (28 мая 2014) — за достигнутые трудовые успехи, заслуги в гуманитарной сфере, активную законотворческую и общественную деятельность, многолетнюю добросовестную работу[11]
- Благодарность Президента Российской Федерации (27 февраля 2019) — за заслуги в развитии культуры и искусства, многолетнюю плодотворную деятельность[12]

### Региональные награды
- Почётная грамота Президиума Верховного Совета Чувашской АССР (1953)
- Заслуженная артистка Чувашской АССР (1958)
- Занесена в Почётную Книгу Трудовой Славы и Героизма Чувашской АССР (1973)
- Почётные грамоты Президиума Верховного Совета Чувашской АССР (1981)
- Государственная премия Чувашской ССР им. К. В. Иванова (1991)
- Почётный гражданин Чувашской Республики (2003)
- Орден «За заслуги перед Чувашской Республикой» (2008)
- Почетная грамота Чувашской Республики (16 ноября 2018) — за высокое профессиональное мастерство и многолетнюю плодотворную деятельность

### Общественные награды
- Лауреат республиканского конкурса «Чĕнтĕрлĕ чаршав» в номинации «Лучшая женская роль» (Бернарда — «Дом Бернарды Альбы» Ф. Г. Лорки, Сара Абрамовна — «Баба Шанель» Н. В. Коляды (в составе актёрского ансамбля))
- Российская национальная театральная премия «Золотая маска» «За выдающийся вклад в развитие театрального искусства» (2018)[13]